# River Theme
River Theme – instrumentalny utwór skomponowany przez Boba Dylana, nagrany przez niego w lutym 1973 r. i wydany na albumie Pat Garrett and Billy the Kid w lipcu 1973 r. 

## Historia i charakter utworu
Ten utwór został nagrany jako ilustracja muzyczna filmu Pat Garrett i Billy Kid w lutym 1973 r. w Burbank Studios w Burbank w Kalifornii, w czasie trzeciej sesji. Plonem tej sesji były jeszcze: „Main Title Theme (Billy)”, „Cantina Theme (Workin' for the Law)” (instrumentalny), „Billy” (3 próby), „Billy 1” (wokalno-instrumentalny) oraz „Turkey Chase”.
Jest to właściwie utwór instrumentalno-wokalny. Nie jest jednak piosenką; strona wokalna tego krótkiego, chociaż dość uduchowionego utworu, to bezsłowny wokal Dylana uzupełniony chórkiem. Ta melancholijna kompozycja zdaje się sugerować nieuchronne mijanie czasu i zbliżanie się nieuniknionego końca. 
Utwór ten nigdy nie był wykonywany na koncercie.

## Muzycy
Sesja trzecia
- Bob Dylan – gitara, wokal
- Roger McGuinn – gitara
- Bruce Langhorne – gitara
- Booker T – gitara basowa
- Byron Berline – wiejskie skrzypce (fiddle), wokal
- Donna Weiss – chórki
- Priscilla Jones – chórki